# Jan Kalvoda
Jan Kalvoda (ur. 30 października 1953 w Pradze) – czeski prawnik i polityk, w latach 1993–1997 wicepremier, od 1996 również minister sprawiedliwości, od 1992 do 1997 przewodniczący Obywatelskiego Sojuszu Demokratycznego.

## Życiorys
W 1978 ukończył studia na Uniwersytecie Karola w Pradze. Po uzyskaniu stosownych uprawnień zawodowych podjął praktykę adwokacką. W 1989 zaangażował się w organizację opozycyjnego Forum Obywatelskiego w Rokycanach. W latach 1990–1992 zasiadał w Czeskiej Radzie Narodowej. W 1991 przystąpił do konserwatywno-liberalnego Obywatelskiego Sojuszu Demokratycznego, a w 1992 stanął na czele tego ugrupowania. W wyborach parlamentarnych w tym samym roku uzyskał mandat posła do Izby Poselskiej, który utrzymał także w 1996.
W lipcu 1992 objął stanowisko wicepremiera w pierwszym rządzie Václava Klausa. Pozostał na tej funkcji również w powołanym w lipcu 1996 drugim gabinecie tegoż premiera, obejmując wówczas dodatkowo resort sprawiedliwości. W grudniu 1996 złożył mandat poselski, a w styczniu 1997 odszedł z rządu. Bezpośrednim powodem takiej decyzji było ujawnienie faktu korzystania przez Jana Kalvodę z prawniczego tytułu zawodowego JUDr. pomimo braku właściwych uprawnień. Wkrótce zrezygnował też z kierowania sojuszem i wycofał się z działalności politycznej, powracając do wykonywania zawodu adwokata.